# Song đề

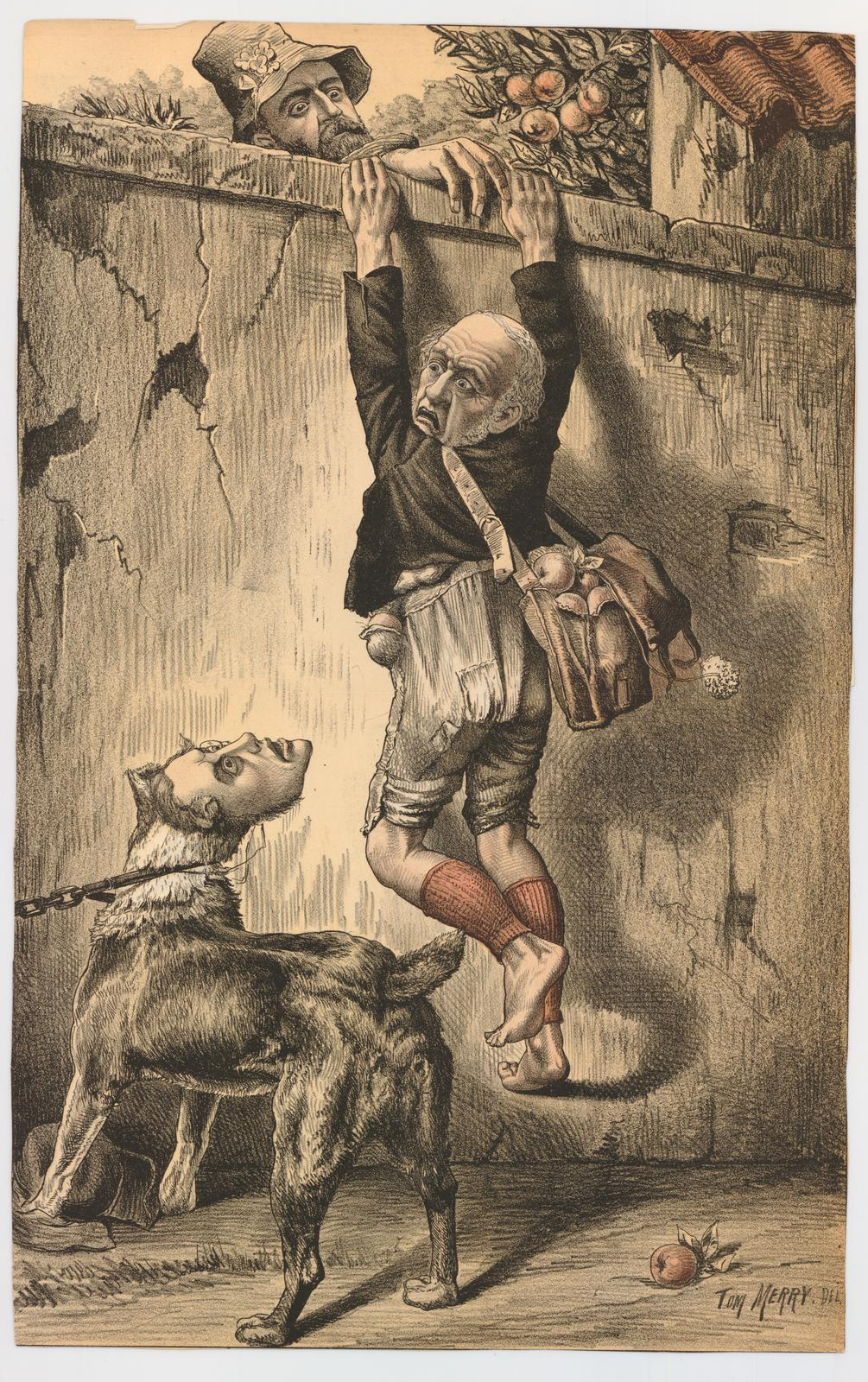
Bức tranh biếm họa thể hiện William Ewart Gladstone đang trong tình thế tiến thoái lưỡng nan - nếu ông cố trèo qua tường để tránh con chó dữ thì ông sẽ đối mặt với cơn thịnh nộ của người đàn ông phía bên kia tường, và ngược lại.

Song đề (tiếng Hy Lạp: δίλημμα, đọc là dilemma, tức "song mệnh đề") hay tiến thoái lưỡng nan là một vấn đề đưa ra 2 khả năng có thể xảy ra, không có khả năng nào chắc chắn đúng hoặc không có khả năng nào đúng hơn khả năng nào.

## Thuật ngữ học
Thuật ngữ song đề (dilemma) được cho là do Gabriel Nuchelmans (1922–1996) rút ra được từ các bản dịch sau này của văn bản logic thường được gọi là Dialectica, tác giả của nó là Lorenzo Valla sống vào thế kỷ 15. Valla tuyên bố rằng đó là từ tương đương trong tiếng Latinh của từ Hy Lạp dilemmaton. Nuchelmans lập luận rằng nguồn có khả năng là từ văn bản logic ra đời khoảng năm 1433 của George xứ Trapezous (1395–1486). Nuchelmans cũng kết luận rằng Valla đã cố đưa vào lại vùng Tây Latinh một kiểu luận cứ không còn được sử dụng.
Từ mới của Valla không được chấp nhận ngay lập tức vì người phương Tây lúc bấy giờ vẫn ưu tiên sử dụng thuật ngữ complexio của Cicero, cùng với từ conversio để chỉ sự rối tung rối mù của lý luận có tính tiến thoái lưỡng nan. Dù vậy, với sự ủng hộ của Juan Luis Vives thì từ dilemma đã được áp dụng rộng rãi vào cuối thế kỷ 16.
Ở dạng "bạn chỉ được chọn A hoặc B" — ở đây mỗi A và B là một mệnh đề dẫn đến một vài kết luận khác — và nếu áp dụng với tiền đề không đúng thì sẽ tạo ra song đề sai, tức là một dạng của ngụy biện. Song đề thường được sử dụng như là "phép tam đoạn luận có sừng" (horned syllogism) để phân biệt với lối sophist có tên tiếng Latinh là cornutus. Việc sử dụng từ sừng (horn) được cho là bắt nguồn từ cuốn sách Paraphrases (1548) của Nicholas Udall, dịch từ thuật ngữ Latinh cornuta interrogatio.

## Áp dụng
Song đề đôi khi được sử dụng như một biện pháp tu từ. C. S. Peirce đã đưa ra định nghĩa về luận cứ song đề (dilematic argument) là bất kỳ luận cứ nào dựa vào quy luật bài trung, hay luật loại trừ cái thứ ba.

### Trong logic
Trong mệnh đề logic, song đề được áp dụng cho một nhóm các quy tắc suy luận mà bản thân chúng có cơ sở vững chắc hơn là ngụy biện. Chúng đều có 3 tiền đề, và bao gồm cả song đề xây dựng (constructive dilemma) và song đề hủy diệt (destructive dilemma). Những luận cứ như vậy có thể bị bác bỏ bằng cách chỉ ra tiền đề để phân biệt — "sừng của song đề" — trên thực tế là tiền đề không chắc chắn bởi vì nó có thể thể hiện một song đề sai. Nếu bạn được yêu cầu chỉ chọn "A hoặc B" thì bạn có thể phản bác lại bằng cách chứng minh rằng thực ra vẫn còn nhiều lựa chọn hơn. Phá vỡ thành công tiền đề đó được gọi là "thoát khỏi sừng của song đề".

## Liên kết ngoại
- Tư liệu liên quan tới Dilemmas tại Wikimedia Commons